# Sulejman I.
Sulejman I. (osmanskoturško سليمان, latinizirano: Sulaymān, najpogosteje Kanuni Sultan Süleyman), deseti sultan Osmanskega cesarstva, * 6. november 1494, † 5./6. september 1566.
Vladal je od leta 1520 do smrti leta 1566. V Evropi je najbolj znan kot Sulejman Veličastni, na Vzhodu pa kot Zakonodajalec (turško Kanuni, arabsko القانونى‎, al Qānūnī), ker je reformiral osmanski pravni, upravni in šolski sistem.
Bil je najuglednejši vladar 16. stoletja. Med njegovim vladanjem je Osmansko cesarstvo doseglo svoj  vojaški, politični in gospodarski višek. Osvojil je Beograd, Rodos in večino Ogrske, pred Dunajem pa so se leta 1529 njegova osvajanja v Evropi ustavila.  Cesarstvu je priključil večino Bližnjega Vzhoda in velik del severne Afrike vse do zahodne Alžirije. Osmanska vojna mornarica je popolnoma obvladovala vzhodno Sredozemlje, Rdeče morje in Perzijski zaliv.
V Osmanskem cesarstvu je uvedel obširne družbene spremembe in reformiral šolstvo, davčni sistem ter zemljiško in kazensko pravo. Njegov zakonik (Kanun) je ostal v veljavi še nekaj stoletij po njegovi smrti. Izkazal se je tudi kot pesnik, zlatar in velik pokrovitelj kulture.
Poročen je bil s Hürrem Sultan (Rokselana), dekletom iz harema, kar je bilo v popolnem nasprotju z osmansko tradicijo. Z njo je imel pet otrok, med katerimi je bil tudi njegov naslednik sultan Selim II. Med Sulejmanovim vladanjem se je ozemlje Osmanskega cesarstva skoraj podvojilo in je ob njegovi smrti merilo približno 8.000.000 km².

## Mladost
Sulejman je bil rojen 6. novembra 1494 v Trabzonu na obali Črnega morja. Ko je imel sedem let, so ga poslali v Istanbul, kjer se je v palači Topkapi učil znanost, zgodovino, književnost, teologijo in vojaško taktiko. V šoli se je spoprijeteljil s svojim grškim sužnjem Ibrahimom, ki je kasneje postal njegov najbolj zanesljiv svetovalec in veliki vezir. Ko je imel sedemnajst let, je postal guverner Kaffe na polotoku Krimu,  kasneje pa je bil guverner Manise v zahodni Anatoliji in Odrina (Edirne) v Trakiji.
Po smrti očeta Selima I. (1465–1520) je odšel v Istanbul in kot deseti sultan zasedel osmanski prestol. Nekaj tednov po prevzemu oblasti ga je opisal beneški odposlanec Bartolomeo Contarini: "Star je petindvajset let, visok, vendar žilav in nežne polti. Njegov vrat je nekoliko predolg, obraz ozek, nos orlovski. Ima brčice in majhno brado in izgleda zelo prijetno. Pravijo, da je moder vodja, ljubitelj znanja in od njega vsi pričakujejo samo najboljše". Nekateri zgodovinarji trdijo, da je zelo občudoval Aleksandra Velikega. Bil je zaslepljen z idejo o cesarstvu, ki bo vez med  Vzhodom in Zahodom in verjetno je ravno zato vodil številne vojne na vzhodu in zahodu cesarstva.

## Vojni pohodi

### Osvajanja v Evropi
Sulejman je kmalu po prihodu na oblast začel niz vojaških osvajanj. Najprej je leta 1521 zatrl upor osmanskega guvernerja Damaska in si zagotovil mir na vzhodu, potem pa se je začel pripravljati na osvojitev Beograda, kar njegovemu staremu očetu Mehmedu II. ni uspelo. Beograd je bil ključ do osvojitve Ogrske, ki je po porazu Bolgarov, Srbov in Bizantincev ostala edina omembe vredna sila na poti v Evropo. Sulejmanova vojska je leta 1521 obkolila Beograd in ga začela obstreljevati s težkim topništvom. Posadka Beograda, ki je štela komaj 700 mož, se je brez pomoči Ogrske po treh tednih obleganja vdala.
Novica o padcu ene najmočnejših krščanskih trdnjav je širila strah pred Osmani po celi Evropi.  Ambasador Svetega Rimskega cesarstva v Istanbulu je takrat zapisal: "Padec Beograda je bil začetek dramatičnih dogodkov, ki so uničili Ogrsko, povzročili smrt kralja Ludvika II., osvojitev Budima, okupacijo Transilvanije in vzbudili strah sosednjih narodov, da bodo doživeli enako usodo".
Po padcu Beograda je bila pot do Ogrske in Srednje Evrope odprta, toda Sulejman se je obrnil proti Rodosu, otoku v vzhodnem Sredozemlju, ki je zaradi bližine Male Azije in Levanta po njegovem mnenju ogrožal osmanske interese. Poleti 1522 je izkoristil prednost vojne mornarice, ki jo je nasledil od svojega očeta, in napadel Rodos. V Sulejmanovi vojski je bilo 400 ladij, Sulejman pa je na maloazijsko obalo nasproti otoka osebno pripeljal še kakšnih 100.000 pešcev. Obleganje otoka je trajalo pet mesecev, potem pa so se rodoški vitezi, kasnejši malteški vitezi, vdali in se s sultanovim dovoljenjem umaknili v južno Italijo, od tam pa leta 1530 na Malto.
Odnosi med Osmanskim cesarstvom in Ogrsko so se medtem poslabšali, zato se je Sulejman z vojsko odpravil v vzhodno Evropo in 29. avgusta 1526 v bitki pri Mohaču porazil ogrskega kralja Ludvika II. Ogrski odpor se je zrušil in Osmansko cesarstvo je postalo prevladujoča sila v jugovzhodni Evropi.
Cesar Svetega Rimskega cesarstva Karel V. Habsburški in njegov brat, avstrijski nadvojvoda Ferdinand I., sta kmalu ponovno zasedla Budim in Ogrsko, zato je Sulejman leta 1529 krenil na nov vojni pohod. Osvojil je Budim in začel jeseni oblegati Dunaj, potem pa je avstrijska vojska dobila okrepitve in obleganje je spodletelo. Spodletel je tudi naslednji poskus osvojitve Dunaja leta 1532. Zaradi slabega vremena, ki je onemogočilo prevoz težkih oblegovalnih strojev, in dolgih oskrbovalnih poti se je vojska umaknila še preden je prišla do mesta.
Po bitki pri Mohaču in smrti kralja Ludvika II. je prišlo na Ogrskem do nasledstvenih sporov, ki so trajali do leta 1540. Del ogrskega plemstva je za novega kralja izbral avstrijskega nadvojvodo Ferdinanda Habsburškega, drugi del pa transilvanskega vojvodo Ivana Zapoljo, ki ga je priznal in podpiral tudi Sulejman. Po Zapoljevi smrti (1540) so Habsburžani leta 1541 zaostrili odnose s Sulejmanom in poskušali zasesti Budim, vendar jim poskus ni uspel. Sledili so Sulejmanovi povračilni ukrepi, v katerih so Habsburžani izgubili večje število utrdb in bili prisiljeni podpisati ponižujoč petletni mirovni sporazum. Ferdinand je sicer dobil protektorat nad Ogrsko, vendar je moral zato Sulejmanu plačevati davek. Še bolj ponižujoč je bil simbolični pomen pogodbe: Karel V. v pogodbi ni nastopal kot cesar, pač pa kot španski kralj, kar je pomenilo, da vlogo cesarja igra Sulejman.
S podpisom mirovnega sporazuma je Sulejman obrzdal evropske nasprotnike in si zagotovil močno politično vlogo v Evropi.

### Osvajanja v Aziji
Po umiritvi meja v Evropi se je Sulejman obrnil proti šiitski dinastiji Safavidov v Perziji, ki so stalno ogrožali Osmansko cesarstvo z vzhoda. Neposreden povod za vojno sta bila dva dogodka: šah Tahmasp I. (1524–1576) je ubil bagdadskega guvernerja, ki je bil lojalen Osmanskemu cesarstvu in ga zamenjal s svojim človekom, guverner Bitlisa pa je Sulejmana izdal in prestopil na stran Safavidov. Leta 1533 je zato Sulejman poslal na vzhod vojsko pod poveljstvom velikega vezirja Ibrahim Paše, ki je zasedla Bitlis in brez odpora okupirala Tabriz. Leta 1534 se je Ibrahimovi vojski pridružil še Sulejman in prodrl globoko na perzijsko ozemlje. Perzijci niso tvegali neposrednega spopada in so se raje umaknili. 
Naslednje leto je Sulejman napadel Bagdad. Poveljnik mesta mu je mesto brez odpora predal in priznal Sulejmana za voditelja islamskega sveta - kalifa in zakonitega naslednika abasidskih kalifov. 
Med letoma 1548 in 1549 se je Sulejman odpravil na nov vojni pohod proti šahu Tahmaspu, v katerem ga je nameraval dokončno poraziti. Šah se tudi tokrat ni hotel zaplesti v odločilni spopad in se je raje umaknil. Sulejmanovo vojsko je nato v Azerbajdžanu ujela ostra kavkaška zima in jo prisilila k umiku. 
Leta 1553 se je Sulejman odpravil na tretji vojni pohod proti Perzijcem. Osvojil je Erzurum, prekoračil Gornji Evfrat in opustošil dele Perzije. Šahova vojska je ponovno uporabila strategijo stalnega umikanja in vojni pohod se je znašel na mrtvi točki. Leta 1554 sta vladarja podpisala mirovno pogodbo in Sulejmanovi pohodi proti vzhodu so se končali. Sulejman je šahu vrnil Tabriz, obdržal pa je Bagdad, spodnjo Mezopotamijo, delti Evfrata in Tigrisa in del Perzijskega zaliva.

### Osvajanja v Sredozemlju in severni Afriki
Medtem, ko je Sulejman utrjeval meje na kopnem, je admiral Svetega Rimskega cesarstva Andrea Doria v imenu cesarja Karla V. zasedel trdnjavi Koroni in Patras na Peloponezu. Sulejman je imel prodiranje Špancev proti vzhodu za ogrožanje njegovih interesov v vzhodnem Sredozemlju, zato je za velikega admirala flote (Kaptan-ı Derya) izbral Hajredin Pašo, ki je v Evropi bolj znan kot Barbarossa. Admiralova naloga je bila zgraditi osmansko vojno floto, da bi bila vsaj enaka vsem sredozemskim flotam skupaj. 
Karel V. je leta 1535 izvojeval pomembno pomorsko zmago proti Osmanom pri Tunisu, ki je Sulejmana prisilila, da je sprejel predlog francoskega kralja Franca I. za sklenitev zavezništva proti Karlu V. 28. septembra 1538 je prišlo do bitke pri Prevezi, v kateri je Barbarossa prepričljivo porazil špansko floto in Osmansko cesarstvo je bilo naslednjih 33 let, do bitke pri Lepantu, nesporen vladar vzhodnega Sredozemlja.
V tem času je Osmansko cesarstvo priključilo velika ozemlja v severni Afriki. Berberske države Tripolitanija, ki je del današnje Libije, Tunizija in Alžirija so postale samostojne province. Poskus Karla V. leta 1541, da bi Osmane izrinil iz severne Afrike, ni uspel. V severni Afriki se je razvilo berbersko piratstvo, ki je postalo sestavni del pomorske vojne proti Španiji. Osmanska vojna mornarica je do leta 1544, ko so jo porazili Portugalci, obvladovala tudi Rdeče morje in Perzijski zaliv. 
Leta 1542 je kralj Franc I. obnovil francosko-osmansko zavezništvo proti skupnemu sovražniku – Habsburžanom. Sulejman je kot pomoč Francozom poslal v zahodno Sredozemlje sto galej pod Barbarossovim poveljstvom. Barbarossa je leta 1543 na poti v Toulon, ki je postal sedež osmanske admiralitete, mimogrede oplenil okolico Neaplja in Sicilijo in zavzel Nico. Leta 1544 sta Franc I. in Karel V. sklenila mirovni sporazum, ki je za nekaj časa prekinil francosko zavezništvo z Osmanskim cesarstvom. 
Leta 1530 so vitezi hospitalci, bolj znani kot malteški vitezi, dobili od Karla V. v zakup Malteške otoke in del libijske obale. Njihove akcije proti Osmanom so kmalu sprožile njihovo jezo in Sulejman je nadnje poslal veliko vojsko. Leta 1565 se je začelo veliko obleganje Malte, ki je trajalo od 18. maja do 8. septembra. Sprva je kazalo, da se bo ponovila zgodovina Rodosa iz leta 1522, saj so Turki uničili večino otoka in ubili več kot polovico vitezov, potem pa je na Malto prišla pomoč iz Španije in Turki so se umaknili. 

## Upravne reforme
Sulejman je na Zahodu znan predvsem kot osvajalec z vzdevkom ″Veličastni″, v svoji domovini pa je znan kot Kanuni – ″Zakonodajalec″. V Osmanskem cesarstvu je v 15. stoletju prevladovalo šeriatsko pravo, ki temelji na koranu in ga sultan ni mogel niti smel spremeniti. Sulejman je zato uvedel novo zakonodajo – Kanun, ki je bila odvisna samo od njega in je pokrivala področje kazenskega in zemljiškega prava in davčni sistem. Za pripravo novega zakonika je najprej zbral vse razsodbe, ki so jih izrekli njegovi predhodniki. Ko je izločil podvajanja in sam presodil o kontradiktornih odločitvah, je izdal enoten zakonik, ki seveda ni kršil osnovnih pravil islama. Končna prečiščena izdaja zakonika je postala znana kot Kanun-i Osmani ali Osmanski zakonik in je bila v veljavi več kot tristo let. 
Posebno pozornost je posvetil  mizeriji raje – najnižjega sloja prebivalstva, ki je obdelovala zemljo zemljiške gospode. Njegov Kanune raja – Zakon o raji, je reformiral davke in takse, ki jih je plačeval najnižji sloj prebivalstva. Z novim zakonom je postal položaj raje boljši od položaja tlačana v fevdalni Evropi, kar je povzročilo selitev krščanskih tlačanov na osmanska ozemlja. Sulejman je zaščitil tudi svoje judovske podložnike. Leta 1553 ali 1554 je na pobudo svojega judovskega zdravnika in dentista Mojzesa Hamona izdal ferman, s katerim je uradno ožigosal lažne obtožbe, da Judje med svojimi verskimi obredi uporabljajo človeško kri. Poleg tega je uvedel tudi novo kazensko in policijsko zakonodajo, predpisal kazni za posamezne prestopke in zmanjšal število kaznivih dejanj, ki so se kaznovala s smrtjo ali pohabljenjem. Uvedel je davke na razne dobrine in proizvode, promet z živalmi, rudnike, dobiček od trgovine ter uvoz in izvoz. Uradnikom, ki so kršili zakonodajo, je zasegel zemljo in premoženje. 
Drugo zelo pomembno področje, ki ga je reformiral, je bilo šolstvo. Šole so bile priključene k mošejam in so jih vzdrževali razni verski skladi. Bile so brezplačne in dostopne večini muslimanskih fantov, kar je bila velika prednost v primerjavi s krščanskimi državami tistega časa. Šolanje je potekalo na treh stopnjah. V osnovnih šolah – mektebah - so se otroci do štirinajstega leta naučili pisanja in računanja in osnov islama. Šolanje so lahko nadaljevali na srednjih šolah – medresah, v katerih so učili slovnico, metafiziko, filozofijo, astronomijo in astrologijo. Višje medrese so omogočale študij na univerzitetnem nivoju. Diplomanti teh šol so postali imami in učitelji.

## Kultura
Osmansko cesarstvo je med Sulejmanovim vladanjem vstopilo v zlato obdobje kulturnega razvoja. V palači Topkapi, v kateri je bil sedež državne uprave in šolstva, so imele sedež tudi številne zadruge umetnikov in obrtnikov, ki so jih kot celoto imenovali Ehl-i Hiref – Skupnost nadarjenih. V skupnost so bili vključeni talenti iz vseh delov Osmanskega cesarstva, ki so se ukvarjali z vsem mogočim, od kaligrafije do čevljarstva. V skupnost so vstopili kot vajenci in se usposobili za mojstre, najboljši mojstri pa so postali učitelji. Cene njihovih uslug po končanem šolanju so bile predpisane in odvisne od poklica. Od svojega zaslužka so plačevali zmerne davke v štirih obrokih letno. Na najstarejšem ohranjenem plačilnem seznamu iz leta 1526 je bilo štirideset zadrug z več kot 600 člani. V 17. stoletju se je njihovo število povzpelo na več kot 2.000.  
Sulejman sam je bil znan pesnik, ki je pisal v perzijskem in turškem jeziku pod psevdonimom Muhibbi (Ljubimec). Nekatere njegove pesnitve so postale pregovorne. Bil je tudi pokrovitelj gradnje monumentalnih arhitekturnih biserov po celem cesarstvu: mostov, mošej, palač ter dobrodelnih in socialnih ustanov. Najlepše zgradbe je zgradil Sulejmanov dvorni arhitekt Mimar Sinan, s katerim je osmanska arhitektura dosegla svoj višek. Njegove največje mojstrovine so mošeja  Sulejmanije v Istanbulu, mošeja Selimije v Odrinu,  restavrirana mošeja Kupola na skali in obzidje Starega mesta v Jeruzalemu, restavrirana Kaba v Meki in središče Damaska. 
Nam bližji mojstrovini sta Karadžozbegova džamija v Mostarju in most Mehmed paše Sokolovića v Višegradu (Bosna in Hercegovina). Stari most v Mostarju je zgradil njegov učenec Hajrudin Sinan leta 1566. Džamija in oba mostova sta del svetovne kulturne dediščine.

## Zasebno življenje
Na Sulejmanovo osebnost in njegovo zasebno življenje sta imeli izjemen vpliv predvsem dve osebi: njegova druga žena Hürrem Sultan in njegov suženj in prijatelj iz otroštva, kasnejši veliki vezir Ibrahim Paša. 

### Hürrem Sultan
Sulejman je bil slepo zaljubljen v Hürrem Sultan, haremsko dekle rusinskega porekla, ki je bila med diplomati z zahoda bolj znana kot Rusinka in Rokselana. Bila je hčerka ukrajinskega pravoslavnega popa, ki so jo ugrabili in prodali za sužnjo. Kupil jo je Sulejmanov prijatelj Ibrahim Paša in jo podaril Sulejmanu. Sulejman je zaradi nje prelomil dvestoletno osmansko tradicijo, zanemaril svojo zakonito prvo ženo Gülbehar, s katero je imel enega otroka, in vzel Hürrem Sultan za zakonito ženo. Dovolil ji je, da je ostala z njim na dvoru do njene smrti leta 1558, s čimer je prelomil še eno osmansko tradicijo. Do tedaj je bilo namreč v navadi, da so sultanove potomce, ko so bili dovolj stari, skupaj z njihovimi materami - dvornimi konkubinami – imenovali za guvernerje kakšne oddaljene province, od koder se niso vrnili, razen če so postali prestolonasledniki.

### Ibrahim Paša Pargali
Ibrahim Paša Pargali je bil že od otroštva Sulejmanov prijatelj. Po poreklu je bil Grk iz Parge v Epirju, ki so ga kot otroka prodali v suženjstvo in izšolali v sistemu devşirme. Najprej je postal cesarski sokolar, kmalu zatem pa prvi komornik. Po mnenju njegovih sodobnikov je bil zelo nadarjen, očarljiv, aroganten in energičen, dobro je poznal zgodovino in umetnost vojskovanja, govoril je več jezikov, igral violino in pisal poezijo. Leta 1523 je postal veliki vezir in vrhovni poveljnik armade. Sulejman ga je nato imenoval za beglerbega Rumelije, se pravi vseh evropskih provinc Osmanskega cesarstva. Kronist iz 17. stoletja je zapisal, da je Ibrahim prosil sultana, naj ga ne imenuje na ta položaj, ker se je bal za svoje življenje. Sulejman mu je na to odgovoril, da se mu med njegovim vladanjem nima kaj zgoditi. 
In vendar ni bilo tako. Ibrahim je bil veliki vezir trinajst let in v tem času sta močno zrasla njegova moč in premoženje, zato je imel na dvoru mnogo sovražnikov. Med Sulejmanovim vojnim pohodom proti Safavidom v Perziji je precenil svojo moč in si privoščil veliko napako: nadel si je naslov serasker sultan, ki je pomenil nekakšnega sultanovega namestnika, kar je imel Sulejman za veliko predrznost. Sulejmanovo nezaupanje se je še povečalo po sporu med Ibrahimom in finančnim ministrom Iskenderjem Čelebijem. Spor se je končal tako, da je Ibrahim prepričal sultana, naj Čelebija obsodi na smrt. Čelebi je tik pred usmrtitvijo Ibrahima obtožil, da kuje zaroto proti sultanu. Njegova izjava je bila očitno dovolj prepričljiva in Ibrahima so 15. marca 1536 našli mrtvega v palači Topkapi.

## Nasledstvo
Sulejman je imel tri žene od tega eno zakonito ženo, s katerimi je imel pet sinov in dve hčeri. S prvo ženo Gulbah ( Marhidevran) je imel sina Mustafa, s svojo zakonito ženo Hurem štiri sinove: Mehmeta, Selima, Bajazida in Džiangirja ter hčerko Mihrima, s svojo tretjo ženo Nazenin pa hčerko Razijo. Leta 1550 so bili od princev živi samo še štirje: Mustafa, ki je bil sin Sulejmanove prve žene Marhidervan, ter Selim, Bajazid in Džiangir, ki so bili otroci njegove zakonite žene Hürrem Sultan. Sulejmanov zakoniti naslednik je bil torej Mustafa, ki je bil poleg tega tudi najsposobnejši in je užival popolno podporo velikega vezirja Ibrahima Paše. Po mnenju avstrijskega ambasadorja de Busbeqa je bil Mustafa pri 24 ali 25 letih neverjetno dobro izobražen in preudaren. K temu je še dodal, naj Bog ne dovoli, da bi se sultan s takšno močjo z vojsko odpravil v Evropo. 
Hürrem Sultan se je zato bala za usodo svojih sinov, ki bi jih po Sulejmanovi smrti in Mustafovem ustoličenju v skladu z osmansko tradicijo zadavili. Da bi preprečila njihovo usmrtitev, je uporabila ves svoj vpliv za odstranitev vseh, ki so podpirali Mustafo. V bojih za oblast, ki jih je očitno vzpodbujala prav ona, je Sulejman umoril tudi Ibrahima Pašo in ga zamenjal z njej vdanim zetom Rustemom Pašo. Ko se je leta 1552 začel vojni pohod proti Perziji, kateremu je poveljeval Rustem paša, je začela spletkariti proti Mustafi: Rustem je poslal Sulejmanu enega od njegovih najbolj zanesljivih ljudi z novico, da poskuša vojska, odkar ji ne poveljuje on osebno, na prestol postaviti sina Mustafo. Istočasno so se začele širiti govorice, da se Mustafa s tem strinja. Sulejman je začel verjeti govoricam in je sina pozval, naj se pokesa za izdajo, če jo je res zagrešil, sicer se nima česa bati. 
Mustafa je bil pred težko odločitvijo: ali naj gre k očetu in tvega, da ga bodo ubili, ali naj ne gre in s tem prizna svojo krivdo. Nazadnje se je odločil, da bo odšel in se pri tem zanašal na podporo vojske. Ko je vstopil v Sulejmanov šotor, so ga napadli njegovi evnuhi, ga podrli na tla in ga zadavili s tetivo loka. 
Mustafov polbrat Džiangir je umrl od žalosti komaj mesec kasneje. 
Ostala sta samo še Bajazid in Selim. Poslali so ju vsakega na svoj konec cesarstva, vendar je med njima čez nekaj let kljub temu izbruhnila vojna. Selim je leta 1559 s pomočjo očetove armade pri Konyi premagal Bajazida, ki je nato s svojimi štirimi sinovi pobegnil k perzijskem šahu. Sulejman je po diplomatski poti od šaha zahteval njegovo izročitev ali usmrtitev. Šah je nazadnje popustil, saj mu je Selim izročil še večjo vsoto denarja kot mu je obljubil Sulejman. Tako je Šah predal Selimu Bajazida in njegove sinove. Selim je dal zadaviti svojega brata in svoje nečake. Selimova pot na prestol je bila zdaj prosta.Sulejman je umrl 5. ali 6. septembra 1566, ko je med pohodom na Dunaj z več kot 100.000 možmi in 300 topovi oblegal madžarsko mesto Siget, ki ga je branil Nikola Zrinski z 2500 možmi. 

## Veliki vezirji
Piri Mehmed paša (1518–1523)
Ibrahim paša Pargali (1523–1536)
Ajaz Mehmed paša (1536–1539)
Lutfi paša (1539–1541)
Sulejman paša (1541–1544)
Rustem paša (1544–1553)
Kara Ahmed paša (1553–1555)
Rustem paša (1555–1561)
Semiz Ali paša (1561–1565)
Mehmed Paša Sokolović (1565–1579)

## Zapuščina
V času Sulejmanove smrti je bilo Osmansko cesarstvo zaradi svoje vojaške moči, bogastva in velikosti največja svetovna velesila. Posedovalo je vsa pomembnejša muslimanska mesta (Meko, Medino, Jeruzalem, Damask in Bagdad), večino Balkana (do današnje meje s Hrvaško in Avstrijo) ter večji del severne Afrike in je pomenilo stalno veliko grožnjo zahodni Evropi. 
Sulejmanove moči seveda ne smemo meriti samo po njegovi vojaški moči. Francoski svetovni potnik Jean de Thévenot je stoletje kasneje zapisal, da ima cesarstvo zelo razvito kmetijstvo, dobro stoječe kmete, obilo hrane in odlično organizacijo, ki je posledica Sulejmanovih reform. Upravne in pravne reforme, po katerih je Sulejman dobil nadimek Kanuni  – Zakonodajalec, so bile v veljavi še mnogo generacij po njegovi smrti, dokler jih niso njegovi neodgovorni nasledniki izničili.
Med Sulejmanovim vladanjem je Osmansko cesarstvo doseglo svoje zlato obdobje tudi na področju arhitekture, literature, umetnosti, teologije in filozofije. Panoramo današnjega Bosporja in mnogih drugih turških mest ter mest po bivših turških provincah še vedno  krasijo dela arhitekta Mimarja Sinana. Ena od njih je mošeja Süleymaniye v Istanbulu, ob kateri v ločenih mavzolejih počivata Sulejman in Hürrem Sultan.